# 中華岱蝽
中華岱蝽（学名：Dalpada cinctipes）为蝽科岱蝽屬下的一个种。